# 万国道德会
万国道德会（“World Wide Ethical Society”，W.E.S.）是中華民國大陸時期的具有较大社会影响的宗教慈善团体。

## 历史
万国道德会是山东历城县人江钟秀（字寿峰）偕其子江希张（江慕渠）在山东济南成立万国道德会筹备处。1921年8月经张临安、周文聘等赴北京京师警察厅核准成立，呈请中央政府备案。1921年9月28日（八月二十七日孔子诞辰），在山东泰安岱庙召开成立大会，推举王士珍、阎锡山、王怀庆任名誉会长，推衍圣公孔德成为会长，康有为、美国传教士李佳白为副会长，提倡尊孔读经，“阐扬道德”“救正人心”，信奉“五教合一”。其子江希张自幼被康有为称为“神童”，并拜康有为为师。鲁迅曾在1918年10月15日《新青年》第五卷第四号上发表《随感录（三十三）》：“现在有一班好讲鬼话的人，最恨科学……捣乱得更凶的，是一位神童做的《三千大千世界图说》。他拿了儒，道士，和尚，耶教的糟粕，乱作一团，又密密的插入鬼话……但讲天堂的远不及六朝方士的《十洲记》，讲地狱的也不过钞袭《玉历钞传》。这神童算是糟了！” 1921年8月，呈准北京政府内务部立案，在山东泰安岱庙召开了“万国道德会”成立大会，推荐衍圣公孔德成为会长，康有为、山东省政务厅厅长田步蟾为副会长；江钟秀为监理，总理会务。1923年11月，孔氏家族以孔德成年幼推辞，复举康有为任会长。
1925年，江钟秀逝世，其长子江希孔（江希張長兄）继任监理。1925年《道德日報》創刊。“万国道德会”一直将武训奉为先驱，收录武训生前有关文书档案等重要材料的晚清罗正钧纂辑的《武义士兴学始末记》一书，1925年由总会再版重刊并予推广。
1926年9月孔子诞生日，召开全国代表大会，修订章程：「本會以改建社會，締造大同，促世界進化，謀人群幸福，實行利民生、啟民智、敦民德之計劃為宗旨」，会务经营更加重视民生。创办五义，即义医、义学、义举、义行、义赈。1927年3月江希张途径东北、西伯利亚赴法留学，逐渐淡出“万国道德会”。1927年3月30日康有为逝世。
1928年，黑龙江安达县人杜延年（1878-1958，杜紹彭）出任理事长，并介绍在东北办女子“义学”的王凤仪（1864—1938，即王树桐、“王善人”，热河朝阳县王营子乡树林子村人）入会担任“宣道主任”，由此“万国道德会”与王凤仪的组织统合。1928年12月在北平东四三条成立“万国道德总会”，进入兴盛期。1929年作为宗教团体批准备案。1929年在北平召开全国代表大会，选举杜延年为理事长。1935年十二月十五日舉行十五週年紀念會，參加者約兩千餘人。 
1928年至1929年，因鲁、豫、绥、陕大旱灾，杜延年建议奉天省长成立东北筹赈会。筹赈会成立后委任杜延年为视察委员长，率领从义学中选出的裴会卿、张振之、王连阶等十余位学董前往北平同当地赈务委员一直办理赈务，在北平设立28处粥厂。
1932年1月一二八淞沪抗战，杜延年受朱庆澜邀请在上海战区协助抢救工作。1933年国民政府黄河水灾救济委员会任命杜延年主持山东省黄灾赈务，任黄河水灾救济委员会灾赈组山东查放处主任。1933年10月，黄河水灾救济委员会山东分会改称鲁灾赈委会，杜延年是15位委员之一。1937年4月间，国民政府中央赈委会任命杜延年为驻青甘陕财务专员。
由于万国道德会在东北底层社会具有广泛影响力，1932年日本及满洲国当局指示满洲国的万国道德会与“北平总会协议分离”。北京总会授予东北道德会负责人张雅轩全权，与高正午共同主持关外会务。1933年4月，经满洲国民政部批准，道德会成为教化团体，满洲国的权贵如增韫、袁金铠、程义明、高元中、赵连琪等人纷纷加入该会。1933年12月27日，万国道德会满洲国总会举行成立典礼，该总会设在新京，在选举会上选举增韫为会长，赵连琪为副会长，赵国藩为理事长，石维桢、孙周淑坤为副理事长，各科职员亦同时认定。实行四级制：东北总会、省总分会、市县分会、街镇乡支会。俱以理事长为事务中心，但聘请地方上有声望的二、三人为正、副会长，以资号召。总会理事长之下，设总务、教化、福利、企划、德业五部。1936年在日本人三谷清的鼓动说“万国道德会”的万国二字，岂不与世界有关系，显然未与中国脱离关系，既然存在满洲国，就应当正名为“满洲帝国道德会”，与政府配合，共同起教化作用。遂更名为财团法人满洲帝国道德总会，改由满洲国司法部大臣冯涵清任董事长，关东军宪兵司令部翻译桔光三则任顾问，正田淑子为会内负责人。由高正午、梁愚勋任正、副理事长，张鉴容为监理。把宗旨改为“研究性命，实行道德”王凤仪住在总会。王凤仪主张无条件、无是非地顺逊服从一切强权，随时以“感恩”的态度面对人生，希望能够人人如此而达成社会和谐之道，“为伪满抓其道德会之影响，大肆扩充拢络人心，变道德会为御用工具，进行建国精神之宣传，以期宣传日满提携，共建王道乐土，达到愚弄人民之目的。以大讲道德为名，而缚人民之手脚，使其头脑麻木，便于统治之”。
1939年4月奉中央令准籌辦陜西郿扶難民墾區，難民自耕自食。总会理事长杜延年在陕西办理赈灾与难民屯垦事务，直到抗战胜利后才回北平。1944年筹备在西安设立總會，国民政府社會部指令，總會須遷重慶登記，乃決定總會遷重慶。
抗战期间，沦陷区的万国道德会与日伪合作，1938年万国道德会搜集各种投降主张编印《敬告同胞书》，鼓吹中日“王道与皇道”论，称国共合作抗日为“同恶相济,与日本打仗,造成亡国惨祸”。1940年总會於北京擴大印刷部，增添修養院工作。万国道德会编印的《研究中日之将来》称抗日游击队是“土匪”，是“变相的义和团”。
1946年總會隨国民政府遷至南京洪武路二二六號辦公，北平总会改为北平辦事處，由張臨安主持。原在长春的满洲帝国道德总会改称万国道德会长春办事处。按照国民政府社会部的指令，万国道德会總會理事會臨時改組為整理委員會，于1948年在南京召开了整理委员会代表大会，推举杜延年为整理委员会主任委员。但在之后的理监事会改选中，杜延年最终失去了理事长一职。
1948年在台北市武昌街城皇廟，創設臺灣省支會。1949年华北时局逆转，道德總會由北平遷至南京，未幾經湖南衡陽再往廣州，後副主任委員尹子寬，率姜允中、薛善一等遷台復會。1950年內政部立案，于8月27日召開在台第一屆全國會員大會，修訂章程，公推尹子寬為理事長。總會設在台北大龍峒覺修宮，辦理軍眷識字班、縫紉班、免費托兒所。此后组织机构逐渐遍及全台湾。
1948年2月20日，中共东北中央局发出《关于取缔封建会门的指示》：“应该教育群众，反复说明秘密封建会门的组织是国民党特务及地富、反革命分子操纵利用的工具……”。1949年1月4日，华北人民政府发布《解散所有会门道门封建迷信组织》的布告：“自布告之日起，所有会门道门组织，应一律解散，不得再有任何活动”。中华人民共和国成立初期，当时中国大陆共有会道门300余种，道首和骨干分子约82万人，道徒1300余万人。1949年11月1日，中央公安部部长罗瑞卿在第一次全国公安会议上讲话：“若干地区……取缔封建帮会(主要指青红帮)、会道门(主要指一贯道)也做出了一些成绩。……东北的取缔一贯道，天津的打击封建帮会头子争取帮会群众的工作，均有了若干成效，基本上打垮了这些反动组织。”1950年6月召开中共中央七届三中全会，毛泽东在书面报告中虽然肯定了镇压反革命的必要性，但在口头解释这个报告想时，明确说当前一切工作的重心还是在“为国家财政经济状况的基本好转而斗争”；在土地改革中，我们的敌人是够大够多的;“不要四面出击”，“不可树敌太多”，要分清轻重缓急，“必须在一个方面有所让步，有所缓和，集中力量向另一方面进攻。”1950年10月8日，中央军委命令东北边防军改组为中国人民志愿军，准备入朝参战。次日，毛泽东召见罗瑞卿、彭真等，毛泽东说，中央军委已经决定出兵朝鲜，但是国内还广泛存在国民党残余势力，特务、土匪和其他反革命分子活动猖獗，想听听公安部的打算。罗瑞卿回答公安部已研究决定，对反革命分子需要“杀一批，关一批，管一批”。毛泽东要求罗瑞卿与彭真连夜起草一份镇压反革命的文件，这就是著名的1950年10月10日《关于镇压反革命活动的指示》（双十指示）。1951年，万国道德会北平总会自动结束工作，并将其在京财产转交中国人民救济总会。